# Tetamauara unicolor
Tetamauara unicolor là một loài bọ cánh cứng trong họ Cerambycidae.